# Tabinshwehti

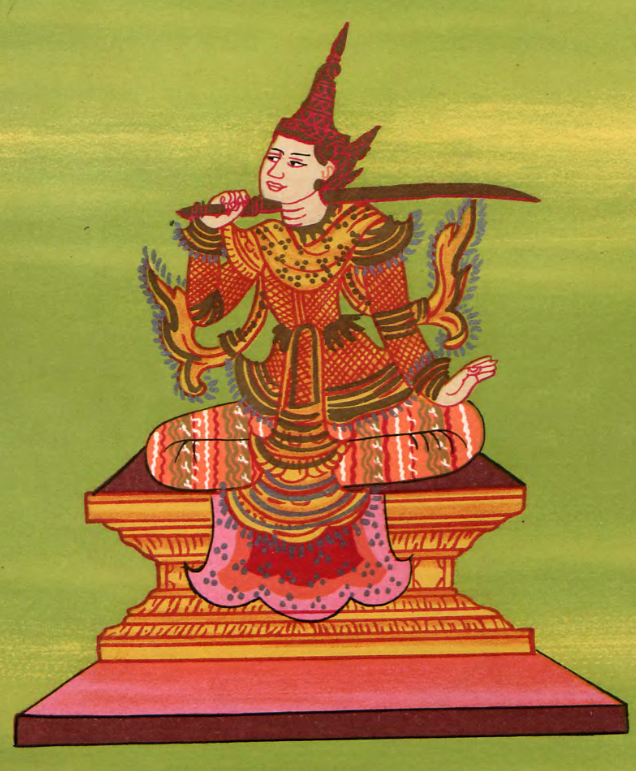
Darstellung des Nat Tabinshwehti (R. C. Temple, 1906)

Tabinshwehti (Tabin-shwe-hti, Birmanisch တပင်‌ရွှေထီး|MLCTS=ta. bang hrwe hti:, Aussprache [təbìnʃwètʰí]; * 1516; † 1550) war zwischen 1530 und 1550 ein birmanischer König und Begründer des 2. Birmanischen Reiches.
Nachdem Ava im Jahre 1527 an die Invasoren der Shan gefallen war, war der Kronprinz Tabinshwehti zunächst damit beschäftigt, den birmanischen Staat der Taungu-Dynastie wieder zu errichten. Tabinshwehti folgte seinem Vater Mingyinyo als Herrscher der Taungu-Dynastie 1530 auf den Thron. Zu jener Zeit war Birma in viele Herrschaftsgebiete aufgespalten. Mit einer breit angelegten kriegerischen Kampagne vereinigte Tabinshwehti die meisten dieser Gebiete unter einem Dach (bis 1539 Taungu) und verlegte die Hauptstadt in das wirtschaftliche Zentrum von Pegu, das zwischen 1539 und 1550 zurück erkämpft wurde. Die lange Zeit kriegerischer Auseinandersetzungen wurde nach seinem Tod durch seinen Schwager Kyaw Htin Nawrata, den späteren König Bayinnaung keineswegs beendet, sondern erst recht weiter fortgesetzt. 

## Pegu (1534–1539)

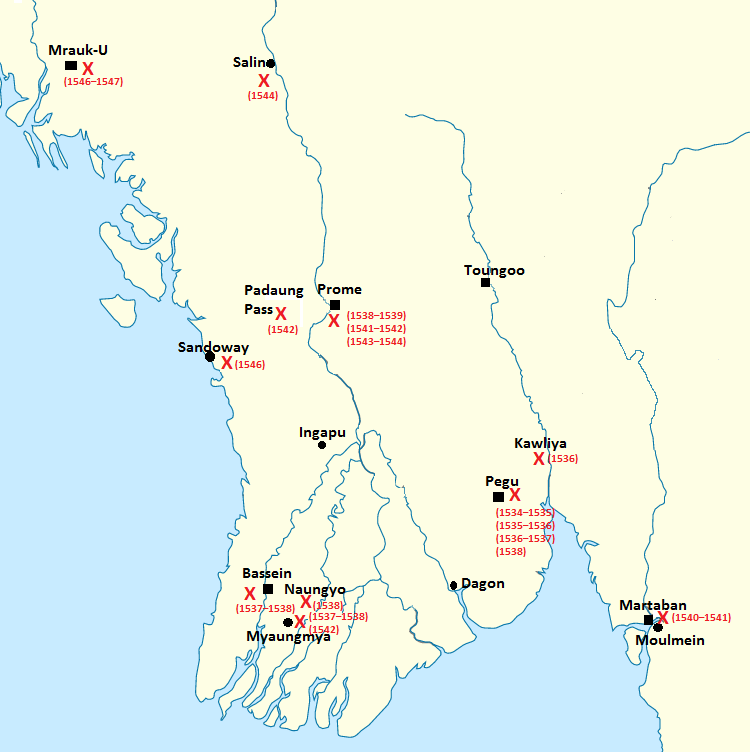
Eroberungszüge Tabinshwehtis zwischen 1534 und 1547

Zwischen 1534 und 1538 marschierte Tabinshwehti südlich von Taungu in einer Serie von vier aufeinanderfolgenden bewaffneten Expeditionen gegen das Königreich der Mon in Pegu am Golf von Bengalen, die das untere Birma seit der Zeit von König Radschathirat (1384–1421) beherrschten. 1538 gelang es Tabinshwehti, erst das westliche Delta um Pathein zu nehmen und dann seine Streitkräfte nochmals zu verstärken, so dass er die Verteidigungsanlagen von Pegu nehmen und die Hauptstadt der Mon besetzen konnte.
Verschiedene Faktoren dienen als Erklärung dafür, warum Taungu so kurz nach der Thronbesteigung Tabinshwehtis den Angriff auf Pegu unternahm. Die Stadt war durch den intensiven Seehandel zwischen Indien und China bereits reich geworden, konnte sich aber auch der Kauffahrer sicher sein, die von der Britischen Ostindienkompanie hierher gesandt wurden, um gute Geschäfte abzuwickeln. Auch hing Taungu bei der Rohstoff- und Güterversorgung weitgehend von Pegu ab, so z. B. bei Stoffen und Salz. Diese Handelskontakte ließen auch Informationen zum wahren Reichtum Pegus nach Taungu dringen. 
Ein weiterer Faktor lag in der Bedrohung durch die Shan-Föderation begründet, die das nördlich von Taungu gelegene Ava nach dessen Eroberung 1527 beherrschte. 1532 besetzten die Shan das im Westen von Taungu gelegene Prome. Als letztes birmanisches Herrschaftsgebiet wäre Taungu nach aller militärischer Logik das nächste Ziel der Shan gewesen. Wenn Taungu also zunächst Pegu besiegte, konnte es seine Streitkräfte mit den Leuten Pegus verstärken und weiteres Material sicherstellen, das man für die kommende Auseinandersetzung mit den Shan benötigte.  

## Prome (1538–1539)
Tabinshwehti sandte seinen obersten General und Schwager, den späteren König Bayinnaung, in den Norden nach Prome, um den Herrscher der Mon von Pegu, Takayutpi (1526–1539), zu verfolgen. Dieser war nach Prome geflohen und suchte dort Schutz. In der Schlacht von Naung Yo sah sich Bayinnaung mit einer großen Streitmacht auf der anderen Seite des Flusses konfrontiert. Nachdem er den Fluss auf einer provisorischen Ponton-Brücke überquert hatte, ordnete er deren Zerstörung an, um seine Soldaten im kommenden Kampf anzustacheln und ein klares Signal zu setzen, dass es keinen Rückzug geben werde. Vor der Schlacht ignorierte Bayinnaung zudem noch eine Nachricht von Tabinshwehti, in der er Bayinnaung befahl, das Eintreffen der Hauptstreitmacht abzuwarten. Bayinnaung antwortete, dass er bereits im Kampf engagiert sei und den Feind schlug. Seinen Generalen teilte er mit, dass sie bei Verlust der Schlacht so oder so tot seien. 
Tabinshwehti konnte Prome dennoch nicht einnehmen, es war zu stark befestigt und wurde zudem von den Shan massiv militärisch unterstützt. Als Takayutpi starb, gingen viele seiner loyalen Gefolgsleute auf die Seite von Tabinshwehti, der seine Streitmacht mit Hilfe von portugiesischen und muslimischen Söldnern erweiterte. Alleine die Zahl der Portugiesen soll etwa 700 Mann betragen haben.

## Martaban (1540–1541)
Der aufstrebende Hafen von Martaban erwies sich als schwierig zu unterwerfen, wurde er doch von Portugiesen bewacht, die mit Soldaten und Waffen vor Ort waren. Auf der Landseite der Stadt befanden sich starke Befestigungen, die durch einen großen Erdwall noch verstärkt wurden. Auf der Seeseite sorgten sieben portugiesische Schiffe unter dem Kommando von Paulo Seixas für eine starke Verteidigung. Tabinshwehti belagerte die Stadt dennoch. Als deren Vorräte ausgingen, versuchte man einen Waffenstillstand auszuhandeln, doch akzeptierte Tabinshwehti nur die bedingungslose Kapitulation. Man versuchte, den portugiesischen Anführer auf Seiten Tabinshwehtis, Joao Cayeyro, wegzulocken und bot ihm Geld und Einfluss an, doch war dies vergeblich. Die Birmanen setzten schließlich brennende Flöße ein, um die portugiesischen Wachschiffe abzuhalten, und platzierten ein hohes befestigtes Floß mit Kanonen und Gewehren gegenüber der Festung. Die Mauern wurden von den Verteidigern verlassen und man konnte den Versuch unternehmen, Martaban einzunehmen. Nach sieben Monaten Belagerung wurde Martaban schließlich eingenommen. Der portugiesische Schriftsteller Fernão Mendes Pinto zeichnete in großer Detailliertheit die Ereignisse auf, Exekutionen und Plünderungen folgten.

## Prome und Oberbirma (1541–1544)
Nach der Krönungszeremonie und religiös motivierten Stiftungen in der Shwedagon-Pagode im Jahre 1541 führte Tabinshwehti eine Expedition in den Norden, um Prome zu unterjochen. Die ersten Angriffe gegen Prome verfehlten ihr Ziel, trotzdem forderte die Stadt Hilfe aus Ava und Arakan. Auch Truppen aus Ayutthaya kamen zu Hilfe, sie wurden jedoch von Bayinnaung zurückgehalten, bevor sie Prome erreichen konnten. 
Die Belagerung von Prome dauerte an und als die Regenzeit einsetzte, beorderte Tabinshwehti seine Truppen zum Reisanbau sowie zur Aushebung von neuen Truppen und zur Provisionierung aus dem unteren Birma. Die Landstreitkräfte von Arakan wurden auf dem Weg nach Prome ebenfalls von Bayinnaung abgefangen und mussten unverrichteter Dinge nach Arakan zurückkehren. Nach fünf Monaten Belagerung brach eine Hungersnot aus, die Soldaten zu Taungu überlaufen ließ. Die geschwächte Abwehr von Prome konnte dann relativ leicht überwunden werden. Die anschließenden Säuberungen und Bestrafungen schildert Fernao Mendes Pinto sehr ausführlich.
1544 führten Shan-Streitkräfte einen Gegenangriff, doch wurden sie von den Truppen Tabinshwehtis geschlagen. 1544 marschierte er nach Norden und nahm Bagan und Salin ein, wobei er dort eine Garnison errichten ließ. Anstatt nun weiter nordwärts zu gehen und den birmanischen Staat bei Ava neu zu errichten, wandte Tabinshwehti seine Aufmerksamkeit wieder den Küstenregione im Westen (Arakan) und Osten (Ayutthaya) zu.

## Arakan (1545–1547)
Der Herrscher von Sandwe im südlichen Arakan hatte den Treueeid gegen Tabinshwehti geschworen, um den Thron von Sandwe zu erhalten. Die Befestigungen von Mrauk U, der Hauptstadt von Arakan, waren mit Hilfe der Portugiesen erbaut worden. Die übliche Taktik des Frontalangriffs oder der Belagerung war diesen Befestigungen gegenüber unzureichend. Arakan konnte mit Fürsprache der Mönche schließlich Tabinshwehti davon überzeugen, die Belagerung abzubrechen und nach Pegu zurückzukehren.

## Ayutthaya (1547–1549)
Während Tabinshwehti in Arakan kämpfte, sandte Ayutthaya Stoßtruppen nach Tavoy auf der Tenasserim-Halbinsel. Tabinshwehti befahl dem Herrscher von Martaban, Tenasserim wiederzuerobern. 1548 erschien er selbst mit einer Streitmacht, um westlich über den Drei-Pagoden-Pass zu gehen und Ayutthaya im Siamesisch-Birmanischen Krieg direkt anzugreifen. Königin Suriyothai stritt an der Seite ihres Mannes und musste ihr Leben lassen. Nachdem Tabinshwehti eingesehen hatte, dass die Verteidigungsanlagen Ayutthayas zu stark für seine Streitmacht sein würden, ging er gegen die leichter einzunehmenden Festungen im Norden vor, also Kamphaeng Phet, Sukhothai und Phitsanulok.
Während Tabinshwehti im Osten kämpfte, erlebten die Kräfte der Mon im unteren Birma eine Wiedergeburt. Nach seiner Rückkehr 1550 wurde Tabinshwehti von Angehörigen der Mon an seinem eigenen Hof ermordet. Danach folgte eine kürzere Periode der Mon-Herrschaft, ehe Bayinnaung die Wiedererrichtung des birmanischen Königreiches erkämpfte, das Tabinshwehti aufgebaut hatte.

## Wirkung

### Tabinshwehti im Geisterglauben
Bis heute wird der Tabinshwehti Nat als einer der 37 Nats in Birma verehrt, die zusätzlich zum Buddhismus aufgekommen sind.